# سر
سر قسمتی از یک جاندار است که معمولاً شامل گوش‌ها، مغز، پیشانی، گونه‌ها، چانه، چشم‌ها، بینی و دهان می‌شود که هر یک به ترتیب به عملکردهای حسی مختلف مانند بینایی، شنوایی، بویایی و چشایی کمک می‌کنند.
سَر بالاترین بخش بدن انسان است و یکی از اندام موجود در بیشتر موجودات است. مغز انسان و بیشتر موجودات در سر آن‌ها قرار دارد.
دستگاه عصبی مرکزی قسمتی از دستگاه عصبی است که در درون محفظه‌ای استخوانی به نام استخوان جمجمه و ستون فقرات قرار گرفته‌است و شامل: مغز و نخاع است. از نظر ساختمانی در دستگاه اعصاب مرکزی دو قسمت به نام‌های ماده سفید و ماده خاکستری قابل تشخیص می‌باشد. مغز شامل قسمت‌های متنوعی است که هر کدام از آن‌ها در عین حال که با یکدیگر در ارتباط هستند کارهای متفاوتی را انجام می‌دهند.

## ماهیچه‌های صورت انسان
صورت انسان ۴۳ ماهیچه دارد که برای بیان ۱۰,۰۰۰ حالت مختلف به کار می‌روند. این بیشتر از هر حیوان دیگری است.
نظریه تکاملی: این پیچیدگی برای ارتباط اجتماعی و فریب دادن شکارچیان تکامل یافته است. [منبع: Journal of Anatomy, 2020]
برخی ماهیچه‌های صورت فقط در انسان‌ها وجود دارند، مانند ماهیچه‌ای که برای اخم کردن استفاده می‌شود.

## سرِ بی‌تن
در آزمایش‌های پیشگامانه، دانشمندان توانسته‌اند مغز خوک‌ها را تا ۳۶ ساعت خارج از بدن زنده نگه دارند. این کار با سیستم‌های مصنوعی گردش خون و اکسیژن‌رسانی ممکن شد. [منبع: Nature, 2019]

## بخش‌های مغز
- پرده داخلی: پرده داخلی چسبیده به مغز و نخاع بوده و کار تغذیه مغز را برعهده دارد.
- پرده میانی: پرده میانی عنکبوتیه نام دارد که به پرده خارجی چسبیده و از پرده داخلی کم و بیش فاصله دارد.
- پرده خارجی: از بافت پیوندی محکم تشکیل شده و به استخوان‌های محافظ چسبیده است.

در فاصله بین عنکبوتیه و پرده داخلی مایع شفافی قرار گرفته‌است که از ترشحات رگ‌های خونی است. این مایع را مایع مغزی-نخاعی می‌گویند و کار آن محافظت از بافت عصبی است. مخ بزرگ‌ترین قسمت مغز است و دارای دو نیمکره است که توسط رشته‌های عصبی محکم و سفید رنسیبغاادمکگی بهم متصل‌اند و ارتباط دو نیمکره نیز از طریق همین رشته‌های عصبی صورت می‌گیرد. قسمت سطحی مخ، خاکستری رنگ است و قشر مخ نامیده می‌شود. قشر مخ در انسان به علت وسعت زیاد خود و جای گرفتن در فضای محدود حالت چین خورده دارد. در زیر قشر مخ ماده سفید رنگی وجو دارد که از اجتماع رشته‌های عصبی میلین دار تشکیل شده‌است و این رشته همان دنباله‌های نورون‌هایی هستند که در قشر خاکستری با سایر قسمت‌های دستگاه عصبی قرار دارند.

### جمجمه‌های رشدکننده
جمجمه نوزادان از چند تکه استخوان تشکیل شده که با فونتانل (ملاج) از هم جدا می‌شوند. این طراحی به مغز اجازه می‌دهد سریع رشد کند.
اگر جمجمه نوزادان مانند بزرگسالان یکپارچه بود، مغز آن‌ها نمی‌توانست به اندازه کافی رشد کند! [منبع: Pediatric Radiology, 2018]

## خواندن افکار سر
فناوری EEG (الکتروانسفالوگرافی) می‌تواند امواج مغزی را ثبت کند. امروزه از این فناوری برای کنترل وسایل با ذهن استفاده می‌شود.
در ۲۰۲۳، یک فرد فلج با ایمپلنت مغزی توانست فقط با فکر کردن تایپ کند![منبع: Nature Medicine, 2023]
1. ↑  Halim, A. (30 December 2008). Human Anatomy:Volume Iii: Head, Neck And Brain. I. K. International Pvt Ltd. p. 3. ISBN 978-81-906566-4-1.